# Keren (kabuki)
Keren (外連) är en japansk term för en uppsättning scentekniker inom kabuki, vilka har utvecklats med användning av moderna innovationer. Termen översätts oftast som spel för gallerierna, likt en ”catch-all”-fras för dessa knep, som bland annat inbegripet skådespelares snabba uppdykande och försvinnande. Termen används ibland nedsättande av kabuki-habituéer för osofistikerade, billiga trick.
Förutom vridscenen finns den så kallade blomstergången Hanamichi, en cat walk bland publiken, som skapar en djup-dimension. Vidare finns seri och chūnori som bildar den tredje, höjd-dimensionen. Tillsammans med andra keren bidrar de dock alla till mer sofistikerade kabukipjäser.

## Ursprungliga keren-metoder
Chūnori (宙乗り ordagrant "ritt i fria luften"?)Utnyttjar fjädrande rep för att få en aktör att flyga ut över auditoriet, ofta upp till teaterns högre rader. Detta kommer uppenbart till användning, när det gäller att porträttera olika slags flygande varelser som spöken och andar eller den fågel-like tengu.
Seri (迫?)Avser fall-luckor som har använts i kabuki sen mitten av 1700-talet. Seridashi eller seriage höjer och serisage or serioroshi sänker skådespelarna ned. Tekniken används ofta för dramatisk effekt att få en hel spelscen att dyka upp på scengolvet.
Hayagawari (早替り ordagrant "snabbförändring"?)Tekniken används för att åstadkomma ett snabbt dräktbyte för en skådespelare, medan denne förblir på scenen. Flera lager som kan manipuleras med trådar kan användas, om en och samma skådespelare gör fler än en roll.
Honmizu (本水?)Avser olika specialeffekter som inbegriper vatten.
Yatai kuzushi (屋台崩し ordagrant "riva ner festivalvagn"?)Syftar på dramatisk förstörelse av scenbyggen.